# Луций Рагоний Квинтиан
Луций Рагоний Квинтиан (на латински: Lucius Ragonius Quintianus) е политик и сенатор на Римската империя през 3 век.

## Биография
Фамилията му Рагонии произлиза от Опитергиум в област Венето. Вероятно е роднина с Рагоний Венуст (консул 240 г.).
През 289 г. Квинтиан e консул заедно с Марк Магрий Бас. Тази година след двамата суфектконсули стават Марк Умбрий Прим заедно с Тит Флавий Целиан; Цейоний Прокул с Хелвий Клемент; Флавий Децим с Аниний Максим, а в Британия e император Караузий.